# Confederação Brasileira de Tênis
A Confederação Brasileira de Tênis (CBT) é o órgão responsável pela organização dos eventos e representação dos atletas de tênis no Brasil.
Fundadores: Waldomiro Salles Pereira, Alcides Procópio e João Havelange
A Confederação Brasileira de Tênis foi fundada em 19 de novembro 1955 no Rio de Janeiro pelos seguintes órgãos: Federação Paulista de Tênis, Federação Rio-Grandense de Tênis (atual Federação Gaúcha de Tênis), Federação Cearense de Tênis, Federação Catarinense de Tênis, Federação Pernambucana de Desportos Amadores, Federação Bahiana de Desportos Terrestres, Federação Paraense de Desportos, Federação Desportiva Espiritossantense, Federação Fluminense de Desporto, Federação Amapaense de Desporto e Federação Metropolitana de Tênis (Atual Federação de Tênis do Estado do Rio de Janeiro.  
O primeiro presidente da Confederação Brasileira de Tênis foi o deputado catarinense Leoberto Leal, falecido em um acidente aéreo que também vitimou Jorge Lacerda, ex-governador de Santa Catarina e avô do ex-presidente da CBT, Jorge Lacerda.
A CBT é o órgão que regulamenta os torneios nacionais adulto, sênior e infanto-juvenil, além de ser responsável pelas seleções que representam o Brasil em competições internacionais por equipes como a Copa Davis e a Fed Cup.
O Brasil disputa a Copa Davis desde 1933 e já chegou duas vezes à semifinal da competição, em 1992 e 2000. Na Fed Cup a estreia brasileira ocorreu em 1965 e a equipe do Brasil chegou às quartas de final do Grupo Mundial duas vezes, em 1965 e 1982.